# Grewia
Grewia és un gènere de plantes amb flors que actualment s'ubica generalment dins la família malvàcia, abans ho era dins les famílies Tiliaceae o la Sparrmanniaceae. Grewia es troba dins la subfamília Grewioideae i la tribu Grewieae. Carl von Linné li va donar aquest nom en honor del botànic Nehemiah Grew (1641-1712). A Espanya tot aquest gènere està inclòs dins la llista de plantes de venda regulada.

## Usos
Diverses de les seves espècies tenen el fruit comestible. Algunes tenen ús en la medicina popular. G. mollis conte alcaloides com la β-carbolina, malgrat que no està ben estudiat que això faci que siguin psicoactives.

## Taxonomia

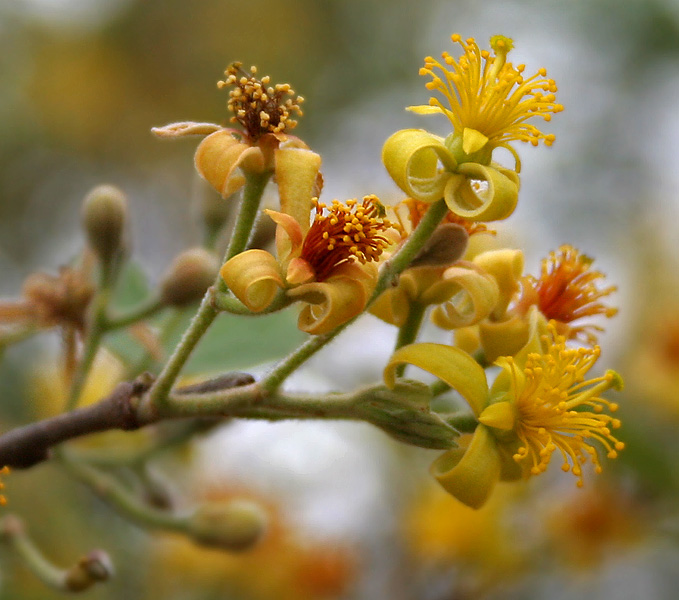
Grewia damine

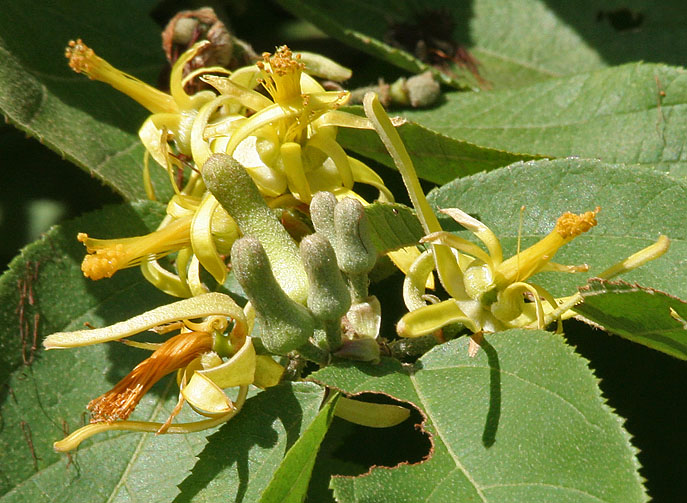
Grewia flavescens

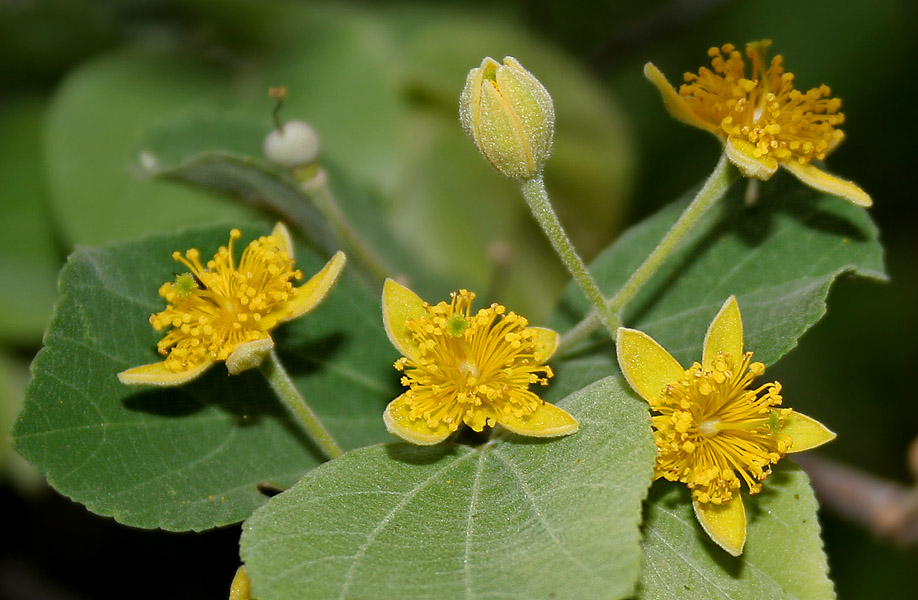
Grewia tiliaefolia

### Espècies
Dins del gènere Grewia es reconeixen les 274 espècies següents:
- Grewia abutilifolia Vent. ex Juss.
- Grewia acuminata Juss.
- Grewia afra Meisn.
- Grewia ambongoensis Baill.
- Grewia amicorum Steud.
- Grewia amplifolia Baill.
- Grewia analamerensis Capuron
- Grewia andramparo R.Vig.
- Grewia angolensis Welw. ex Mast.
- Grewia angustisepala Hung T.Chang
- Grewia annamica Gagnep.
- Grewia antsiranensis Capuron
- Grewia apetala Juss.
- Grewia arborea (Forssk.) Lam.
- Grewia argentea Exell & Mendonça
- Grewia asiatica L.
- Grewia astropetala Pierre
- Grewia atrobrunnea Burret
- Grewia australis Burret
- Grewia avellana Hiern
- Grewia baillonii R.Vig.
- Grewia bakeriana Baill.
- Grewia balensis Kirkup & Sebsebe
- Grewia baronii R.Vig.
- Grewia barteri Burret
- Grewia bicolor Juss.
- Grewia bilamellata Gagnep.
- Grewia biloba G.Don
- Grewia bilocularis Balf.f.
- Grewia boehmiana F.Hoffm.
- Grewia boivinii Baill.
- Grewia bojeri Mabb.
- Grewia botryantha Baill.
- Grewia brachypoda C.Y.Wu
- Grewia bracteata B.Heyne ex Roth
- Grewia brassii Burret
- Grewia breviflora Benth.
- Grewia brideliifolia Baill.
- Grewia brunnea K.Schum.
- Grewia bulot Gagnep.
- Grewia burttii Exell
- Grewia calvata Baker
- Grewia capitellata Bojer
- Grewia capuronii Mabb.
- Grewia carpinifolia Juss.
- Grewia carrissoi Exell & Mendonça
- Grewia celtidifolia Juss.
- Grewia cerocarpa Exell & Mendonça
- Grewia chalybaea Baill.
- Grewia chuniana Burret
- Grewia cissoides Hutch. & Dalziel
- Grewia cloiselii R.Vig.
- Grewia comorensis Bojer
- Grewia concolor Merr.
- Grewia conferta Warb. ex Burret
- Grewia cuneifolia Juss.
- Grewia cuspidatoserrata Burret
- Grewia cyclea Baill.
- Grewia cyclopetala Wawra & Peyr.
- Grewia cylindrica (Pierre) Burret
- Grewia decemovulata Merxm.
- Grewia densa K.Schum.
- Grewia diversipes Capuron
- Grewia douliotii R.Vig.
- Grewia eberhardtii Lecomte
- Grewia elyseoi Cavaco & Simoes
- Grewia emarginata Wight & Arn.
- Grewia eriocarpa Juss.
- Grewia erythraea Schweinf.
- Grewia erythroxyloides Capuron
- Grewia falcata C.Y.Wu
- Grewia falcistipula K.Schum.
- Grewia ferruginea Hochst. ex A.Rich.
- Grewia filipes Burret
- Grewia flava DC.
- Grewia flavescens Juss.
- Grewia flavicans Boivin ex Baill.
- Grewia forbesii Harv. ex Mast.
- Grewia gamblei J.R.Drumm.
- Grewia gautieri Wahlert & Nusb.
- Grewia geayi R.Vig.
- Grewia gillettii Sebsebe & B.Mathew
- Grewia glandulosa Vahl
- Grewia glyphaeoides Baill.
- Grewia goetzeana K.Schum.
- Grewia gracillima Wild
- Grewia grandidieri Baill.
- Grewia grandiflora Baker
- Grewia graniticola Halford
- Grewia grevei Baill.
- Grewia guazumifolia Juss.
- Grewia helicterifolia Wall. ex G.Don
- Grewia henryi Burret
- Grewia herbacea Hiern
- Grewia hexamita Burret
- Grewia hierniana Exell & Mendonça
- Grewia hirsuta Vahl
- Grewia hispida Harv.
- Grewia hispidissima Wahlert, Phillipson & Mabb.
- Grewia holstii Burret
- Grewia holtzii Burret
- Grewia hornbyi Wild
- Grewia huluperakensis I.M.Turner
- Grewia humbertii Capuron
- Grewia humblotii Baill.
- Grewia humilis Wall. ex G.Don
- Grewia hypotephra Pierre
- Grewia inaequilatera Garcke
- Grewia indandamanica J.L.Ellis & L.N.Ray
- Grewia insularis Ridl.
- Grewia isochroa Burret
- Grewia kakothamnos K.Schum.
- Grewia kjellbergii Burret
- Grewia kothayarensis Murugan & Manickam
- Grewia kwangtungensis Hung T.Chang
- Grewia lacei J.R.Drumm. & Craib
- Grewia laevigata Vahl
- Grewia lakshminarasimhanii Arum., Murugan, Arisdason & R.Manik.
- Grewia lanceifolia Roxb.
- Grewia langsonensis Gagnep.
- Grewia lapiazicola Capuron
- Grewia lasiocarpa E.Mey. ex Harv.
- Grewia lasioclada Welw. ex Hiern
- Grewia lasiodiscus K.Schum.
- Grewia latifolia F.Muell. ex Benth.
- Grewia latiglandulosa Z.Y.Huang & S.Y.Liu
- Grewia lavanalensis Baill.
- Grewia lepidopetala Garcke
- Grewia leptopus Ulbr.
- Grewia leucophylla Capuron
- Grewia lilacina K.Schum.
- Grewia limae Wild
- Grewia lutea Exell
- Grewia luteiflora Capuron
- Grewia mabberleyana Phillipson, Wahlert & Lowry
- Grewia macropetala Burret
- Grewia macrophylla G.Don
- Grewia madagascariensis Capuron
- Grewia manomboensis G.E.Schatz, Randrian. & Lowry
- Grewia maroana Aug.DC.
- Grewia megalocarpa Juss.
- Grewia meizophylla Burret
- Grewia meridionalis Capuron
- Grewia mesomischa Burret
- Grewia micrantha Bojer
- Grewia microcarpa K.Schum.
- Grewia microcyclea (Burret) Capuron & Mabb.
- Grewia microstemma Wall. ex Kurz
- Grewia mollis Juss.
- Grewia monantha Capuron ex Mabb.
- Grewia monticola Sond.
- Grewia morotaiensis Kosterm.
- Grewia multiflora Juss.
- Grewia myriantha Exell & Mendonça
- Grewia nagensium Prain
- Grewia nematopus K.Schum.
- Grewia newtonii Burret
- Grewia nitida Juss.
- Grewia occidentalis L.
- Grewia ogadenensis Sebsebe
- Grewia oligandra Pierre
- Grewia oncopetala K.Schum.
- Grewia optiva J.R.Drumm. ex Burret
- Grewia orbiculata Rottler
- Grewia orbifolia F.Muell. ex Benth.
- Grewia orientalis L.
- Grewia oxyphylla Burret
- Grewia pachycalyx K.Schum.
- Grewia palawanensis Merr.
- Grewia palodensis E.S.S.Kumar, A.E.S.Khan, Binu & S.M.Almeida
- Grewia pamanziana R.Vig.
- Grewia pandaica J.R.Drumm.
- Grewia pannosisepala Chiov.
- Grewia papuana Burret
- Grewia pedunculata K.Schum.
- Grewia peekelii Burret
- Grewia penicillata Chiov.
- Grewia penninervis Boivin ex Baill.
- Grewia permagna C.Y.Wu ex Hung T.Chang
- Grewia perrieri Capuron
- Grewia pervillei Baill.
- Grewia picta Baill.
- Grewia pindanica R.L.Barrett
- Grewia piscatorum Hance
- Grewia plagiophylla K.Schum.
- Grewia polygama Roxb.
- Grewia pondoensis Burret
- Grewia populoides Burret
- Grewia praecox K.Schum.
- Grewia prunifolia A.Gray
- Grewia pubescens P.Beauv.
- Grewia pulverulenta R.Vig.
- Grewia puttkameri Warb.
- Grewia rabehevitrae Randrian., Lowry & G.E.Schatz
- Grewia radula Baker
- Grewia retinervis Burret
- Grewia retusifolia Kurz
- Grewia rhamnifolia Roth
- Grewia rhombifolia Kaneh. & Sasaki
- Grewia rhomboides Bojer
- Grewia ribesioides Capuron & Mabb.
- Grewia rizalensis Merr.
- Grewia robusta Burch.
- Grewia rogersii Burtt Davy & Greenway
- Grewia rolfei Merr.
- Grewia rothii DC.
- Grewia rubescens Burret
- Grewia rufostellata Randrian., Lowry & G.E.Schatz
- Grewia rugosifolia De Wild.
- Grewia rupestris Schinz
- Grewia sahafariensis Capuron & Mabb.
- Grewia saligna Baill.
- Grewia salutaris Span.
- Grewia sambiranensis Capuron
- Grewia sapida Roxb. ex DC.
- Grewia savannicola R.L.Barrett
- Grewia scabrella Benth.
- Grewia scabrifolia Chantar.
- Grewia schinzii K.Schum.
- Grewia schweinfurthii Burret
- Grewia sclerophylla Roxb. ex G.Don
- Grewia sely R.Vig.
- Grewia serrata Blanco
- Grewia serratula Baill.
- Grewia serrulata DC.
- Grewia sessilifolia Gagnep.
- Grewia setacea Merr.
- Grewia setaceoides Burret
- Grewia similiopsis C.Whitehouse
- Grewia similis K.Schum.
- Grewia speciosa Burret
- Grewia stenophylla Bojer
- Grewia stolzii Ulbr.
- Grewia stuhlmannii K.Schum.
- Grewia suarezensis Capuron
- Grewia subaequalis Baill.
- Grewia subspathulata N.E.Br.
- Grewia suffruticosa K.Schum.
- Grewia sulcata Mast.
- Grewia tahitensis Nadeaud
- Grewia tannifera Hochr.
- Grewia tembensis Fresen.
- Grewia tenax (Forssk.) Fiori
- Grewia tephrodermis K.Schum.
- Grewia thailandica Chantar. & Nualngam
- Grewia thikaensis C.Whitehouse
- Grewia thouvenotii Danguy
- Grewia tiliifolia Vahl
- Grewia tomentosa Juss.
- Grewia transzambesica Wild
- Grewia trichocarpa Hochst. ex A.Rich.
- Grewia triflora (Bojer) Walp.
- Grewia trinervata Baker
- Grewia trinervia De Wild.
- Grewia tristis K.Schum.
- Grewia truncata Mast.
- Grewia tsiandrensis Capuron
- Grewia tulearensis Capuron
- Grewia turbinata Balf.f.
- Grewia umbellifera Bedd.
- Grewia urenifolia (Pierre) Gagnep.
- Grewia velutina (Forssk.) Lam.
- Grewia vernicosa Schinz
- Grewia viguieri Capuron
- Grewia villosa Willd.
- Grewia viridiflora Teijsm. & Binn.
- Grewia vitiensis Turrill
- Grewia voloina Capuron
- Grewia welwitschii Burret
- Grewia winitii Craib
- Grewia woodiana K.Schum.
- Grewia xanthopetala F.Muell. ex Benth.
- Grewia yinkiangensis Y.C.Hsu & R.Zhuge
- Grewia zizyphifolia Baill.